# 上海哈罗国际学校
上海哈罗国际学校（英語：Harrow International School Shanghai）是位于中華人民共和國上海市浦东新区上海外高桥保税区的一所英国国际寄宿和走读全日制学校。它于2016年8月开学，是哈罗公学和伦敦约翰里昂学校合作辦學的一所學校。学校提供英式教育。